# Øivind Holmsen
Øivind Josef Holmsen (ur. 28 kwietnia 1912 w Kristianii, zm. 23 sierpnia 1996 w Oslo) – norweski piłkarz grający na pozycji obrońcy. W swojej karierze rozegrał 36 meczów w reprezentacji Norwegii.

## Kariera klubowa
Całą swoją karierę piłkarską spędził w klubie Lyn Fotball, w którym grał w latach 1934-1945.

## Kariera reprezentacyjna
W reprezentacji Norwegii zadebiutował 8 czerwca 1934 roku w wygranym 4:0 towarzyskim meczu z Austrią. W 1936 roku zdobył brązowy medal na igrzyskach olimpijskich w Berlinie. W 1938 roku został powołany do kadry na mistrzostwa świata we Francji i wystąpił na nich w meczu z Włochami (1:2). Od 1934 do 1945 roku rozegrał w kadrze narodowej 36 meczów.